# Маккэскилл, Клэр
Клэр Коннер Маккэскилл (англ. Claire Conner McCaskill /məˈkæskəl/; род. 24 июля 1953) — американский политик, сенатор США от штата Миссури (2007—2019), член Демократической партии.

## Биография
Училась в средней школе города Колумбия (Миссури), в 1975 году окончила Миссурийский университет, в 1978 году получила в этом же университете степень доктора права (J.D.).
В 1978 году работала клерком в апелляционном суде Миссури, с 1978 по 1982 год — помощником прокурора округа Джексон. С 1983 по 1992 год занималась частной юридической практикой.
В 1983—1988 годах — член Палаты представителей Миссури.
В 1992—1998 годах — прокурор округа Джексон.
В 1998—2006 годах — председатель Счётной палаты Миссури.
В 2004 году предприняла неудачную попытку избрания губернатором Миссури.
В 2006 году избрана в Сенат США, победив республиканца Джима Тэлента (при этом их суммарные расходы на избирательную кампанию — 19,8 млн, собранных партиями, и 26 млн из личных избирательных фондов кандидатов — оказались в том году самыми большими среди всех сенатских предвыборных кампаний).
В 2012 году на выборах в Сенат защитила свой мандат в политическом противостоянии с республиканцем Тоддом Эйкином, который, будучи убеждённым противником абортов, привлёк особое внимание общественности своим участием в развёрнутой тогда республиканцами кампании вокруг так называемого «законного изнасилования», редко ведущего к беременности.